# Henri Dubois-Roquebert
Pour les articles homonymes, voir Dubois et Roquebert.
Henri Dubois-Roquebert, né le 12 mars 1891 en France et mort le 10 juillet 1971 à Skhirat, au Maroc, lors d'une tentative de coup d'État, est un médecin français installé au Maroc, où il est notamment le chirurgien du roi Mohammed V,. 

## Biographie
Henri-Victor Dubois est le fils de Marie Roquebert et du journaliste Philippe Dubois, tous deux originaires de Belgique.
Il effectue ses études de médecine et de chirurgie à l'Hôtel-Dieu de Paris où il est notamment chef de clinique de 1922 à 1932.

### Installation au Maroc
Henri Dubois-Roquebert s'installe à Rabat à la suite d'un voyage à Munich qu'il effectua en 1931. Au cours de ce voyage, il fut témoin des manifestations pangermaniques qui commençaient tout juste à agiter l'Allemagne et qui devaient se conclure par la prise du pouvoir par Hitler et la fin de la paix en Europe. 
En 1934, Henri Dubois-Roquebert confia à un architecte sicilien, François Allotta, la construction d'une clinique, de style art déco[réf. souhaitée].
Il est introduit en 1934 auprès du futur roi du Maroc Mohamed V, alors Sultan Sidi Mohammed ben Youssef, afin d'effectuer un diagnostic complémentaire. Henri Dubois-Roquebert devient un médecin personnel du souverain, fonction qu'il occupa également pendant les dix premières années du règne d'Hassan II, de 1961 à sa mort en 1971.
Henri Dubois-Roquebert devient un des proches de la famille royale marocaine. Mohamed V lui accorda toute confiance : ainsi, lors de son exil en Corse et à Madagascar (1953), pendant les événements préliminaires à l'indépendance du Maroc, il confia sa fortune au médecin, qui la mit en sécurité jusqu'à son intronisation. Henri Dubois-Roquebert permit ainsi à la famille royale d'assumer ses besoins quotidiens et de préparer son retour au Maroc ; il se rendit à plusieurs reprises auprès du roi à Antsirabe (Madagascar) ; au cours de l'un de ses séjours, il assura l'accouchement de la princesse Lalla Bahia, l'une des épouses du roi, qui donna naissance à la princesse Lalla Amina.
Au début des années 1940, il se fait construire une résidence d'été à Amizmiz, dans le Haut Atlas, où le roi Mohammed V vint lui rendre visite.
Henri Dubois-Roquebert est tué par balles le 10 juillet 1971 lors de la tentative de coup d'État menée par des militaires au palais de Skhirat.

## Distinctions
- Commandeur de la Légion d'honneur
- Grand officier de l'ordre du Ouissam alaouite
- Commandeur de l'ordre du Trône chérifien
- Officier du Ouissam du Loyalisme[1]

## Publications
- Mohammed V, Hassan II, tels que je les ai connus, Tarik, 2003[5]